# Acrylate de 2-éthylhexyle
L'acrylate de 2-éthylhexyle est un composé chimique de formule CH2=CHCOOCH2CH(C2H5)CH2CH2CH2CH3. C'est l'ester d'acide acrylique CH2=CHCOOH et de 2-éthylhexanol CH3CH2CH2CH2CH(C2H5)CH2OH. Il se présente comme un liquide combustible incolore peu volatil et peu inflammable, à l'odeur agréable, peu soluble dans l'eau et dont les vapeurs sont susceptibles de former des mélanges explosifs avec l'air au-dessus du point d'éclair. Il a une forte tendance à polymériser, sous l'effet de la lumière, de peroxydes, d'impuretés ou de la chaleur. Il peut donner lieu à des réactions violentes en présence d'oxydants forts. Ses propriétés chimique, physiques et écologiques peuvent cependant être maîtrisées à l'aide d'additifs et de stabilisants. Le 4-méthoxyphénol et l'hydroquinone sont des stabilisants appropriés. L'enthalpie de polymérisation est de −78,2 kJ/mol ou −424 kJ/kg.
Le racémique d'acrylate de 2-éthylhexyle peut être obtenu par estérification d'acide acrylique par du 2-éthylhexanol racémique en présence d'hydroquinone HOC6H4OH comme inhibiteur de polymérisation et d'un acide fort, tel que l'acide méthylsulfonique CH3SO3H avec du toluène C6H5CH3 comme agent d'entraînement azéotrope par distillation réactive à haut rendement.
L'acrylate de 2-éthylhexyle est, avec l'acrylate de butyle CH2=CHCOOCH2CH2CH2CH3, l'un des monomères de base les plus importants pour la fabrication d'adhésifs acryliques. Il peut réagir pour former des macromolécules d'une masse molaire allant jusqu'à 200 000 g/mol par polymérisation radicalaire. Pour moduler les propriétés du matériau produit, il est possible d'intégrer d'autres monomères, comme l'acétate de vinyle CH3COOCH=CH2, l'acrylate de méthyle CH2=CHCOOCH3 et le styrène C6H5CH=CH2 ou des molécules portant des groupes fonctionnels.